# Орден Југославије
Орден Југославије је било највише одликовање Савезне Републике Југославије и Државне заједнице Србије и Црне Горе, до 1998. до 2006. године.
Орден је установљен 4. децембра 1998. године доношењем Закона о одликовањима СРЈ. Додељивао се шефовима држава (на огрлици) или влада (на ленти) и за посебне заслуге за Савезну Републику Југославију.
Додељивао га је лично председник Савезне Републике Југославије, а касније председник Државне заједнице СЦГ.

## Изглед ордена
Орден Југославије састоји се од звезде, велике огрлице, ленте и орденског знака. Звезда ордена израђена је од сребра и злата. Сачињава је петокрака перласта звезда од позлаћеног сребра, пречника 99мм, а између кракова излазе двоструки зраци од позлаћеног сребра. На звезди је аплициран народни орнамент од злата, у облику круга, пречника 54мм, са усађеним драгим камењем. На спољњем делу орнамента налази се пет геометријски распоређених испуста на ивици, у виду врхова петокраке звезде. Средишњи део орнамента уоквирен је пластично израђеним златним кругом, пречника 34мм, који је украшен рубинима. Подлога средишњег дела израђена
је од легуре бакра и цинка, чија је површина гравирана тако да се на њој зраци простиру радијално од њеног центра. Кружна подлога са зрацима покривена је транспарентним црвеним емајлом, на којем је аплициран златни грб Савезне Републике Југославије, висине 18мм.
Велика огрлица израђена је од племеннтог метала, а састоји се од двадесет чланака, који наизменично на себи носе грб Савезне Републике Југославије и штит са иницијалима Саве3не Републике Југославије. Централни чланак је цимензија 41х41мм, а остали чланци су димензија 27х27мм. Централни чланак налази се у средини орглице и на својим странама има рељефне ловорове гране, украшене са по једним драгим каменом. У центру чланка аплицнран је квадратни штит од белог злата, димензије 21х21мм, чије стране у средини имају избачене врхове. На штиту су декоративни рељефни иницијали Савезне Републике Југославије. На наличју централног чланка налази се ушица са носачем орденског знака. Носач је сферичне површине, пречника 10мм, у чијој средини је уграђен драги камен. Носач је украшен декоративним гравирањем у облику листова, који се радијално шире од драгог камена у средини према спољњем рубу. Осталих деветнаест
чланака су у облику квадрата димензија 27х27мм, који имају изглед заставе председника Савезне Републике Југославије. Застава је обрубљена порубом, који је састављен од троутлова плаве, беле и црвене боје, означених гравирањем по хералдичким принципима. У угловима заставе налазе се делтоиди у гравури која означава плаву боју. На средини девет чланака аплициран је штит кдвадратног облика, димензија 21х21мм, са иницијалима Савезне Републике Јутославије, а на осталих десет чланака налази се аплициран штит са грбом Савезне Републике Југославије, истих димензија.
Копча велике огрлице израђена је од квадратног чланка и налази се насупрот великом централном чланку, који носи орденски знак. Копча је израђена тако што је квадратна основа чланка подељена на два једнака дела, а штит са иницијалима Савезне Републике Југославије је аплициран једним делом на левој половини чланка, те се приликом копчања покрива прорез спајања оба дела чланка и иницијали заузимају правилан положај у средини заставе председника Савезне Републике Југославије. На полеђини овог чланка, који служи као копча, налази се касета у коју улази језик копче за спајање огрлице. Чланак од кога је направљена копча огрлице има на себи два патента за осигурање, од којих је један на горњој, а други на доњој страни чланка. Полеђина свих чланака велике огрлице обрађена је техникама декоративног пескирања и сатинирања. На полеђини чланка, који служи као копча, на месту који је означен гравирањем у облику декоративног рама правоутаоног облика, утиснути су жигови произвођача и државне контроле за квалитет израде од племенитог метала. Дебљина свих чланака је 3,6мм. Двоструки ланчић међусобно спаја све чланке и тако формира кружни облик велике огрлице. Ланчић се састоји од сегмената који имају изглед четворолисног облика са утиснутим светоандрејским крстом и сегмената у облику елипсоидних карика. На сваком чланку су четири ушице и оне су урађене од половине сегмената ланчића у облику четволиста и са чланком чине чврсто јединство.
Лента ордена израђена је од црвене моариране свиле, ширине 100мм. Крајеви ленте завршавају се машном на којој се налази орденски знак.
Орденски знак је по композицији исти као и орнамент који се налази на звезди ордена, а на сваком од пет геометријски распоређених испуста на ивици, у виду врхова петокраке звезде налази се по један драги камен. На наличију орденског знака налази се аплицнран
златни квадратни штит, чије стране у средини имају избачене врхове. У средини штита, динемзија 21х21мм, налазе се декоративни рељефни иницијали Савезне Републике Југославије. На наличју орденског знака налази се ушица за ношење орденског знака на великој огрлици и копча за ношење орденског знака на ленти. Врпца ордена израђена је од црвене моарнране свиле, ширине 36мм. На средини врпце налази се минијатурни грб Савезне Републике Југославије од злата, величине 7мм. Звезда Ордена Југославије иоси се на левој страни груди, а лента преко груди - са десног рамена ка левом боку. Велика огрлица Ордена Југославије носи се око врата, тако да орденски знак, који је на њој окачен, виси на средини груди.

## Носиоци одликовања
- Слободан Милошевић, председник Савезне Републике Југославије - одликован 4. децембра 1998.[1]
- Димитрис Цоволас, лидер странке Демократски друштвени покрет (ДИККИ) - одликован 11. децембра 1999.[5]
- Војислав Коштуница, председник Савезне Републике Југославије - одликован 7. октобра 2000.[а]